# 千葉県立船橋夏見特別支援学校
千葉県立船橋夏見特別支援学校（ちばけんりつ ふなばしなつみとくべつしえんがっこう）は、千葉県船橋市夏見台にある特別支援学校。肢体不自由者を教育対象とする。
県立船橋特別支援学校から中学部と高等部を分離する形で新設された。

## 指導科構成
- 中学部
- 高等部

## 沿革
- 2015年（平成27年）4月1日 - 千葉県立船橋夏見特別支援学校設立（千葉県立船橋特別支援学校の分校として設立され、中学部・高等部が分離）。

## 交通
- 東武野田線馬込沢駅  徒歩で約25分
- 東武野田線塚田駅  徒歩で約25分
- JR船橋駅  バスで約15分・徒歩で約40分